# Kabura

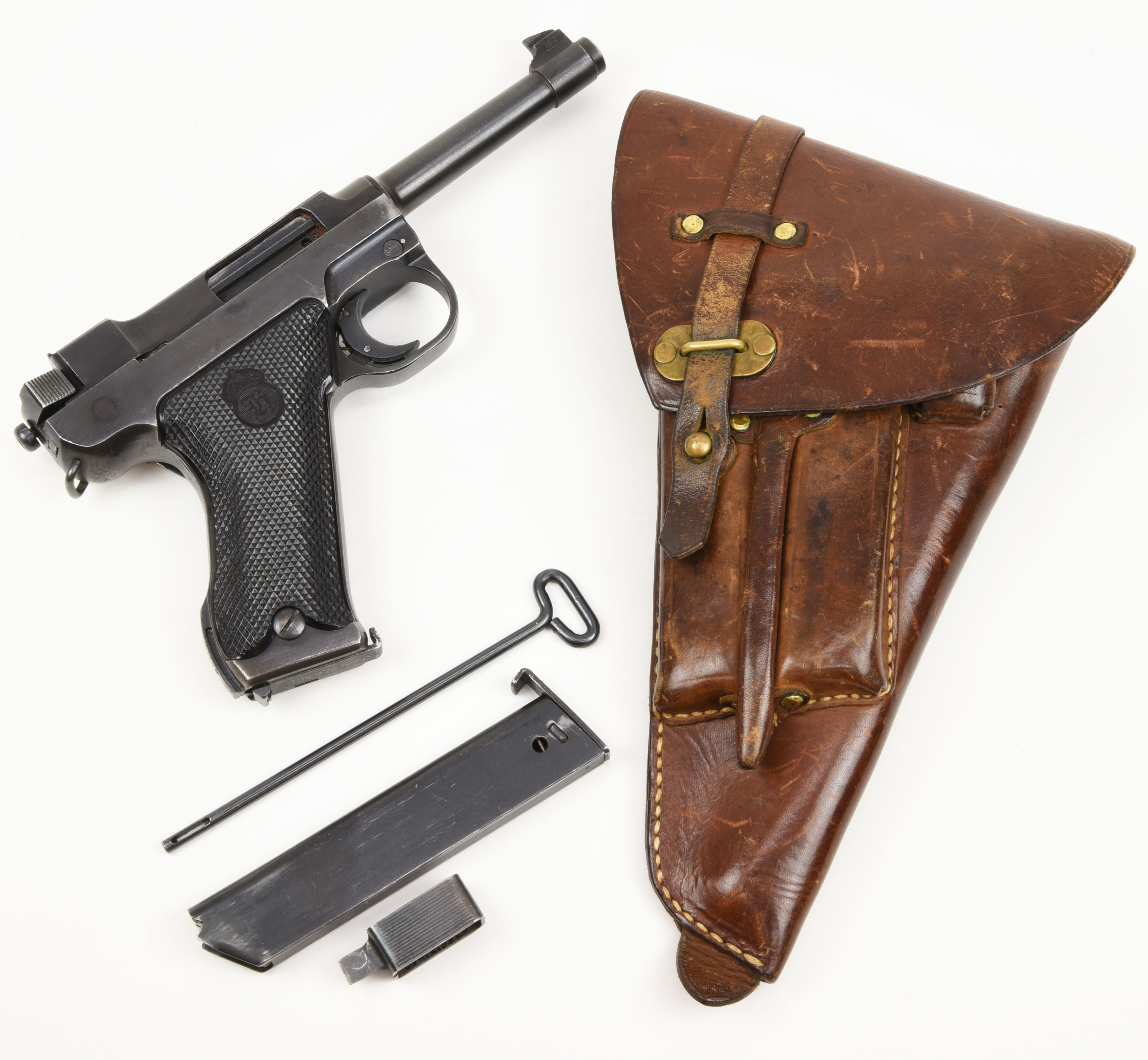
Pistolet Husqvarna m/40 z kaburą oraz dodatkowym osprzętem

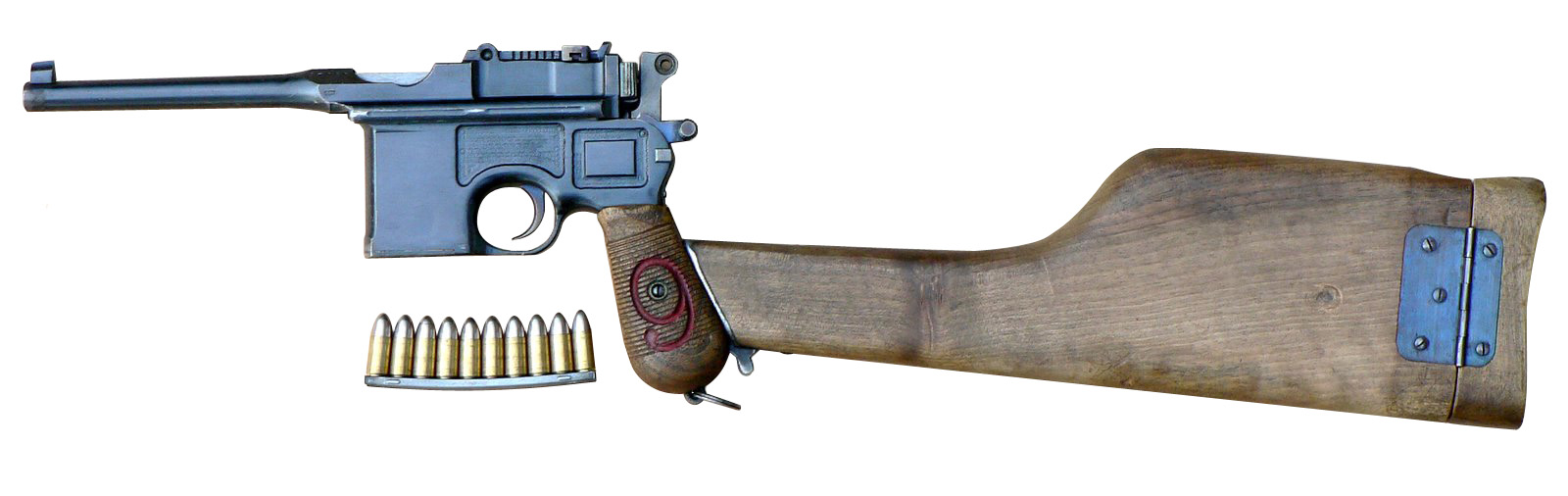
Pistolet Mauser C96 z dołączaną kolbą słuzącą jednocześnie za kaburę

Kabura – rodzaj futerału przeznaczonego do noszenia broni krótkiej (zazwyczaj pistoletu lub rewolweru). Najczęściej przypinana do pasa, niekiedy dzięki specjalnej uprzęży noszona pod pachą lub na udzie.

## Charakterystyka
Kabura, w odróżnieniu od olstra, najczęściej posiada klapę zakrywającą wlot bądź zapięcie zapobiegające wypadaniu broni; rozwiązanie to wymaga jednak jego wcześniejszego odpięcia przed wyjęciem broni, co może utrudniać jej szybkie użycie.
Kabura zazwyczaj zawiera dodatkowe kieszonki, przeznaczone do przenoszenia amunicji, zapasowych magazynków i/lub innych elementów wyposażenia (np. wyciora). W niektórych przypadkach (np. w pistoletach Mauser C96, Browning HP, Stieczkin APS), kabura mogła służyć dodatkowo jako doczepiana do broni kolba. 

## W Wojsku Polskim
Według obowiązujących w Wojsku Polskim przepisów ubiorczych kaburę z bronią nosi się:
- na pasie żołnierskim (lub oficerskim) na prawym boku, w ubiorze polowym,
- na pasie udowym, na prawym udzie, w przypadku noszenia kamizelki kuloodpornej,
- na szelkach do ubioru cywilnego lub munduru,
- na pasku w położeniu przez ramię (dotyczy pistoletu maszynowego ze złożoną kolbą).